# Calamus evansii
Calamus evansii är en enhjärtbladig växtart som beskrevs av Andrew James Henderson. Calamus evansii ingår i släktet Calamus och familjen Arecaceae. Inga underarter finns listade i Catalogue of Life.